# Siegfried Reischieß
Siegfried Reischieß, né le 10 juillet 1909 à Neman et mort le 12 décembre 1982 à Munich, est un joueur allemand de basket-ball.